# Budapest Grand Prix 2012
Budapest Grand Prix 2012 — жіночий тенісний турнір, що проходив на відкритих кортах з ґрунтовим покриттям. Це був 18-й за ліком Hungarian Ladies Open. Належав до категорії International у рамках Туру WTA 2012. Відбувся в Romai Tennis Academy у Будапешті (Угорщина). Тривав з 30 квітня до 5 травня 2012 року. Перша сіяна Сара Еррані здобула титул в одиночному розряді.

## Учасниці основної сітки в одиночному розряді

### Сіяні учасниці
| Країна        | Гравчиня           | Рейтинг1 | Сіяна |
| ------------- | ------------------ | -------- | ----- |
| Італія        | Сара Еррані        | 28       | 1     |
| Казахстан     | Ксенія Первак      | 38       | 2     |
| Болгарія      | Цветана Піронкова  | 42       | 3     |
| Чехія         | Клара Закопалова   | 45       | 4     |
| Нова Зеландія | Марина Еракович    | 46       | 5     |
| Хорватія      | Петра Мартич       | 51       | 6     |
| Ізраїль       | Шахар Пеєр         | 54       | 7     |
| Румунія       | Ірина-Камелія Бегу | 56       | 8     |

- 1 Рейтинг подано станом на 23 квітня 2012

### Інші учасниці
Нижче подано учасниць, що отримали вайлд-кард на вихід в основну сітку:
- Чіллі Боршаньї
- Хенрієтта Хаблер
- Ванда Лукач

Нижче наведено гравчинь, які пробились в основну сітку через стадію кваліфікації:
- Акгуль Аманмурадова
- Мелінда Цінк
- Мервана Югич-Салкич
- Джасміна Тінджич

### Відмовились від участі
- Марія Хосе Мартінес Санчес
- Луціє Шафарова

### Знялись
- Акгуль Аманмурадова (травма правого ліктя)
- Варвара Лепченко (травма правого гомілковостопного суглоба)
- Джасміна Тінджич (difficulty breathing)

## Учасниці основної сітки в парному розряді

### Сіяні пари
| Країна            | Гравчиня            | Країна | Гравчиня            | Рейтинг1 | Сіяна |
| ----------------- | ------------------- | ------ | ------------------- | -------- | ----- |
| ПАР               | Наталі Грандін      | Чехія  | Владіміра Угліржова | 45       | 1     |
| Нова Зеландія     | Марина Еракович     | Росія  | Олена Весніна       | 60       | 2     |
| Узбекистан        | Акгуль Аманмурадова | Польща | Алісія Росольська   | 114      | 3     |
| Китайський Тайбей | Чжань Хаоцін        | Японія | Фудзівара Ріка      | 132      | 4     |

- 1 Рейтинг подано станом на 23 квітня 2012

### Інші учасниці
Пара, що отримала вайлдкард на участь в основній сітці:
- Грета Арн /  Тімеа Бабош

### Знялись
- Грета Арн (травма шиї)
- Марина Еракович (травма в лівому боці черева)

## Фінальна частина

### Одиночний розряд
- Сара Еррані —  Олена Весніна, 7–5, 6–4
- Для Еррані це був 3-й титул за сезон і 5-й — за кар'єру. Її серія перемог на ґрунті сягнула 15 матчів.

### Парний розряд
- Жанетта Гусарова /  Магдалена Рибарикова —  Ева Бірнерова /  Міхаелла Крайчек, 6–4, 6–2